# Willow Smith

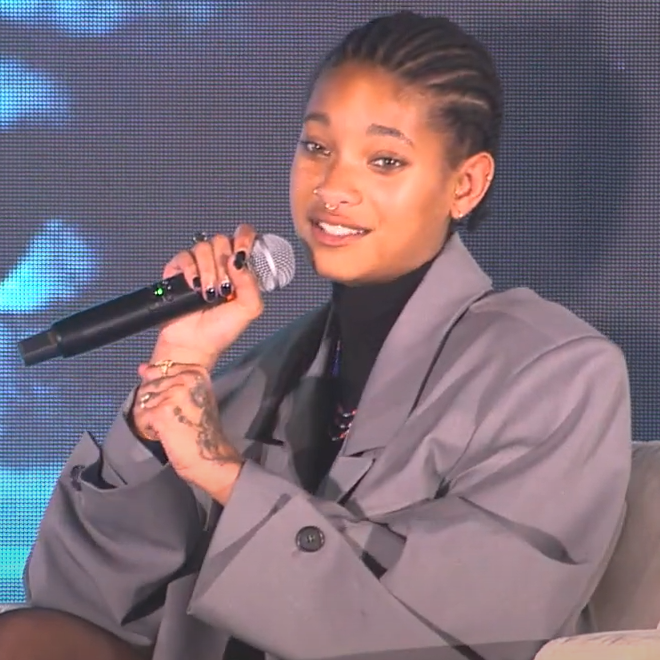
Willow Smith (2024)

Willow Camille Reign Smith (* 31. Oktober 2000 in Los Angeles, Kalifornien) ist eine US-amerikanische Sängerin und Schauspielerin. Ihre Eltern sind Will Smith und Jada Pinkett Smith, Jaden Smith ist ihr Bruder und Trey Smith ihr Halbbruder.

## Karriere
Im Film I Am Legend spielte Smith an der Seite ihres Vaters (auch im Film sind beide Vater und Tochter) und wurde für ihre Darbietung bei den Young Artist Awards 2008 in der Kategorie Beste Darstellung in einer Fernsehserie – Schauspieler bis 10 Jahre oder jünger nominiert. Im selben Jahr spielte sie in Kit Kittredge: An American Girl, ihrem zweiten Film, mit und war Synchronsprecherin beim Animationsfilm Madagascar 2. In Letzterem hatte auch ihre Mutter eine Rolle als Synchronsprecherin.
Seit September 2010 steht Smith bei Roc Nation, einer von dem Rapper Jay-Z gegründeten Musikagentur, unter Vertrag. Im selben Monat erschien ihre erste Single Whip My Hair. Ihr Bruder Jaden Smith hat eine Cameo-Rolle im Musikvideo. In den Yahoo-Video-Charts stieg es auf Platz 2 ein und der Song schaffte es auch auf Anhieb in die Billboard Hot 100.

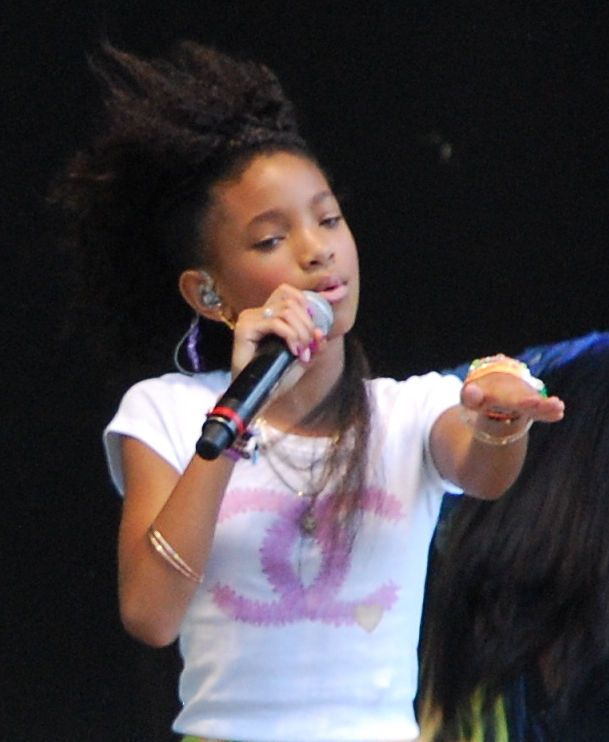
Willow Smith (2011)

Am 30. September 2011 veröffentlichte Smith über ihren Facebook-Account ihr erstes selbstgeschriebenes Lied, The Epiphany. Im Dezember 2015 erschien ihr Debüt-Album Ardipithecus. Mit The 1st erschien ihr zweites Album im Oktober 2017. Am 20. Juli 2018 erschien das Musikvideo My Life von Zhu und Tame Impala, in dem Willow Smith die Hauptrolle spielte. Gemeinsam mit ihrer Mutter und Großmutter moderiert sie die Web Show Red Table Talk, die auf Facebook Watch zu sehen ist. In dieser Show besprechen die drei mit regelmäßig wechselnden Gaststars Themen wie Mutterschaft, psychische Probleme und Liebe. Am 19. Juli 2019 veröffentlichte Willow Smith ihr drittes Studioalbum Willow.

## Filmografie
- 2007: I Am Legend
- 2008: Kit Kittredge: An American Girl
- 2008: Madagascar 2 (Madagascar: Escape 2 Africa, Stimme für Baby Gloria)
- 2009: Fröhliches Madagascar (Merry Madagascar, Stimme für Abby)
- 2009–2010: True Jackson (Fernsehserie, 3 Folgen)

## Diskografie
Studioalben

| Jahr | Titel Musiklabel                                         | Höchstplatzierung, Gesamtwochen, AuszeichnungChartplatzierungen (Jahr, Titel, Musiklabel, Platzierungen, Wochen, Auszeichnungen, Anmerkungen) | Höchstplatzierung, Gesamtwochen, AuszeichnungChartplatzierungen (Jahr, Titel, Musiklabel, Platzierungen, Wochen, Auszeichnungen, Anmerkungen) | Höchstplatzierung, Gesamtwochen, AuszeichnungChartplatzierungen (Jahr, Titel, Musiklabel, Platzierungen, Wochen, Auszeichnungen, Anmerkungen) | Höchstplatzierung, Gesamtwochen, AuszeichnungChartplatzierungen (Jahr, Titel, Musiklabel, Platzierungen, Wochen, Auszeichnungen, Anmerkungen) | Höchstplatzierung, Gesamtwochen, AuszeichnungChartplatzierungen (Jahr, Titel, Musiklabel, Platzierungen, Wochen, Auszeichnungen, Anmerkungen) | Anmerkungen                             |
| Jahr | Titel Musiklabel                                         | DE | AT | CH | UK | US | Anmerkungen                             |
| ---- | -------------------------------------------------------- | --- | --- | --- | --- | --- | --------------------------------------- |
| 2015 | Ardipithecus Roc Nation (Sony)                           | — | — | — | — | — | Erstveröffentlichung: 11. Dezember 2015 |
| 2017 | The 1st MSFTS Music • Roc Nation (Sony)                  | — | — | — | — | — | Erstveröffentlichung: 31. Oktober 2017  |
| 2019 | Willow MSFTS Music • Roc Nation (Sony)                   | — | — | — | — | — | Erstveröffentlichung: 19. Juli 2019     |
| 2021 | Lately I Feel Everything MSFTS Music • Roc Nation (Sony) | — | — | — | — | US46 (2 Wo.)US | Erstveröffentlichung: 16. Juli 2021     |
| 2022 | <Copingmechanism> MSFTS Music • Roc Nation (Sony)        | — | — | — | — | — | Erstveröffentlichung: 7. Oktober 2022   |
| 2024 | Empathogen Three Six Zero (Gamma)                        | — | — | — | — | — | Erstveröffentlichung: 3. Mai 2024       |

## Auszeichnungen (Auswahl)
2021: Time Magazine: Auszeichnung als eine der hundert einflussreichsten Persönlichkeiten des Jahres 2021, zusammen mit ihrer Großmutter Adrienne Banfield-Norris und ihrer Mutter Jada Pinkett Smith für Red Table Talk.
2020: Daytime Emmy Award in der Kategorie Herausragende Informative-Talkshow-Moderatoren für die Sendung Red Table Talk